# 미코얀 MiG-29
미코얀 MiG-29(러시아어: Микоян МиГ-29, NATO 코드명: Fulcrum)는 소련의 전투기이다. 이후 소련이 붕괴되면서 러시아가 생산 라이선스를 갖고 있다.

## 개발
MiG-23부터 MiG-27까지의 개발은 소련이 폴란드와 동독의 소련군 공군 기지에서 미국의 공격을 방어하는 것에 주된 골자를 두고 개발되어 왔으나 여전히 NATO의 항공기는 소련의 항공기보다 성능에 있어 우월했다. 미국은 소련 요격기의 성능을 의식하여 초음속 폭격기 개발을 추진했던 것과는 별개로, 1976년 빅토르 벨렌코가 일본 하코다테 공항을 통해 망명하여 MiG-25가 기대치 이하의 낮은 성능을 가진 기체라는 것이 드러났던 것은 이러한 상황을 반영했다.
미코얀 개발부는 이런 현실에서 서방 전투기와 비슷하거나 보다 더 우월한 성능의 새로운 기체를 제작해야 할 필요성을 체감하고 있었고 다양하고 새로운 디자인을 시도하였다. 단거리 및 중거리에서 도그 파이트가 일어나는 상황을 상정하고 낮은 레이더 성능을 가진 소련의 기체가 적 기체를 요격하는 것을 목적으로 했다고 볼 수 있다.

## 운용

### 조선민주주의인민공화국
1989년 소련은 미그-29를 무상으로 제공했고, 그 대신에 소련 함정이 1985년부터 청진, 나진, 웅기, 원산 등 거의 모든 항구를 자유 기항하고 소련 항공기의 북한 영공통과도 허용했다.
1946년부터 1989년까지 북한이 러시아에서 제공받은 군사협력 중 마지막 사업이 미그29기 조립기술이었다. 이 사업은 소련이 붕괴하면서 중단됐으나 이미 인수했던 2대 분의 미그29 KD(녹다운, 완제품 해체분)는 자체조립에 성공해 1993년 김일성 주석의 생일 행사 때 축하비행을 했다.
미그-29는 한국공군 주력기인 KF-16과 성능이 비슷한 첨단 기종으로 북한 공군의 전투력을 20년 이상 현대화시킬 것이라는 게 한국군 관계자들의 설명이다. 이 전투기는 98년 미국이 유고 공습시 주요 타격목표로 했을 정도로 위협적이며, 대당 가격은 신형이 1억달러이고 중고는 5000만달러이다.
1999년 3월, 아제르바이잔 바크에서 카자흐스탄의 미그 21, 미그 29 등의 전투기와 항공정비사와 기술자 등 34명이 탑승한 대형수송기가 1주일 이상 발이 묶였다. 카자흐스탄 비정부 조직은 북한에 미그 21, 미그 29 등의 전투기를 대당 23만달러에 약 40대의 매각계획을 체결했으며, 그중 몇대가 불법적인 수단으로 부분 해체돼 북한으로 반입된 뒤 현재 평양 등지의 공장에서 조립중인 것으로 알려졌다. 1999년 8월 11일, 전투기 비밀매각 사건으로 국방장관이 해임되었다.
MIG-29는 러시아의 쌍발 엔진 1인승 전투기로 미국의 쌍발 엔진 1인승 전투기인 F/A-18과 동일한 출력의 엔진을 사용한다. MIG-29는 핵폭탄 적재 투하가 가능하며 야간 전투 능력이 좋고 대한민국의 주력기종인 F-16기보다 속력이 빠른 것으로 평가되고 있다. 북한은 미그 29를 1988년에 최초로 구 소련에서 도입했다.

### 대한민국
1992년 11월 18일 러시아 보리스 옐친 대통령이 방한, 노태우 대통령과 한러 기본관계조약을 체결했다. 러시아는 당시 방한에서 북한에 대한 상호방위조약 폐기를 약속했다. 또한 북한에 대해서는 공격무기 수출을 금지하고, 방어무기만 수출할 것을 약속했다. 또한 한국이 러시아 무기를 수입할 수 있도록 하는 조약을 최초로 체결하였다.
1992년 11월 30일, S-300 제작사이며 러시아 최대 군수업체인 알마즈(ALMAZ)사와 삼성물산이 S-300 미사일 도입 및 합작생산에 관한 의향서를 체결했다. 삼성은 S-300 완제품 1개조를 도입하고 한국 또는 러시아에 합작회사를 설립, 한국 실정에 맞는 한국형 S-300 시스템(천궁 미사일)을 개발해 공동생산하기로 하였다.
한국은 한러수교 직후의 대규모 무기거래에서, S-300, 20톤급 쌍발엔진 전투기 미그29, 4천톤급 디젤엔진 킬로급 잠수함의 3가지 전략무기를 원했으나, 미국의 반대가 심했다. 1994년 9월, 러시아는 "핵무기를 제외한 어떤 무기든 한국에 제공 가능하다"고 말했다. 이에 대해 미국이 가장 예민한 반응을 보인 것은 S-300 요격용 미사일, 미그-29 전투기, 킬로급 잠수함 등 첨단 무기들이다. 이것들은 방어용 무기가 아니라 공격용 무기이며, 일단 도입되면 추가 도입 가능성이 높고 그렇게 되면 미국제로 돼있는 한국 무기체계가 흔들릴 수도 있다는 점에서 이러한 종류의 무기 도입을 반대했다. 한편 러시아는 미그-29기의 경우 한 두대 정도로는 안 되고 적어도 1개 편대 수량은 되어야 한다 등 전술단위의 대량 구매를 주장했다.
1993년 9월 8일, 러시아 모스크바를 방문했던 공군 참모총장 출신인 이양호 "합참의장은 미그-29기가 미제 F-16기에 비해 저속에서 고속으로의 가속력이 뛰어나고 저속에서도 기동성이 우수한 점이 인정된다"라고 말했다.
S-300의 경우에는 2년 전인 1992년, 1대의 수입에 합작회사 공동생산을 계약했었다.
1995년 5월 23일, 김홍래 공군참모총장이 모스크바 근교의 쿠빈카 공군기지를 방문해 미그29를 포함한 각종 전투기의 시범비행을 관람했다고 코메르산트 데일리지가 보도했다. 한국측이 러시아로부터 기술을 도입해 전투기를 자체 생산하려 하고 있기 때문에 합의가 지연되고 있다고 덧붙였다.
1996년 8월 26일 미국의 군수산업 전문지 디펜스 뉴스는 한국이 최신형 미그29의 도입을 추진하고 있으며, 이의 일환으로 1995년 김홍래 공군 참모총장이 러시아 모스크바를 방문, 미그29의 시험비행까지 마쳤으나, 러시아 정부 관리들은 전투기 공급이 아직 확정되지 않았다고 말했다고 보도하였다.
2001년 2월 28일, 블라디미르 푸틴 러시아 대통령의 서울 방문 마지막 날, 7억달러 무기 수출에 대한 군사기술 상호교류에 관한 각서에 서명했다. S-300과 탄도 미사일 등의 언급이 있기는 하였으나, 러시아는 북한, 한국은 미국의 눈치를 봐야 하는 등의 문제로, 서로의 사정상 매매가 거의 불가능한 무기들의 수출이 언급되었기 때문에, 구체적인 내용에 대해서는 철저한 은폐작전이 시행되었다고 3월 1일자 러시아 베도모스티지가 보도했다. 보도의 사거리 300 km 탄도 미사일은 현무-2를 말하는 것으로 보인다. 한국에서 러시아 협력이 언급된 탄도 미사일은 현무-2 뿐이다.
2004년 5월 4일 이한호 공군참모총장은 말레이시아 콴탄 공군기지에서 공군 참모총장으로서는 사상 처음으로 MIG29 전투기에 탑승, 1시간여에 걸친 비행을 했다. 사전 비행 브리핑을 받은 뒤 미그29 전투기 후방석에 탑승, 말레이시아 공군 조종사와 함께 공군기지 주변을 비행했으며 10여분간 직접 조종을 했다.

## 파생형

### MiG-29K
MiG-29K는 함재기용으로 개발된 파생형이며 MiG-29KUB는 여기에 두 개의 좌석을 가지고 있다. MiG-29KUB는 훈련 목적으로 개발된 기체이나 유사시 한 명의 조종사로 작전에 참여할 수 있다. MiG-29K 개발은 1970년대 소련 해군이 항공모함에 실을 함재기를 필요로 하면서 시작되었으며 MiG-29M을 기반으로 개발된 MiG-29KVP는 1982년 8월 초도비행을 마쳤다. 항공모함 위에서 착륙할 수 있도록 해주는 테일 후크와 좁은 공간에서 격납할 수 있도록 해주는 접이식 날개가 있다는 점이 MiG-29와의 차이점이다. 첫 MiG-29K가 1988년 7월 23일 비행을 한데 이어 1989년 11월 1일 트빌리시 항공모함에서 이착륙했다. 하지만 소련이 붕괴하고 프로젝트가 중단되면서 인도의 수주를 받기까지 미코얀은 자금을 모으는데 어려움을 겪으며 개발을 지속했다. 그 결과 MiG-29KUB는 2007년 1월 첫 비행을 마쳤다.
MiG-29K는 강화된 프레임과 항공모함 이착륙에 적합한 테일 후크를 가지고 있으며 동체에는 15%의 합금이 사용되었다. 항공모함 작전을 위한 테일후크와 접이식 날개 등이 특징이며 기존의 MiG-29보다 레이더 탐지율이 4배에서 5배 정도 감소했다. 기존의 클리모프 RD-33에서 더 강력한 터보팬 엔진인 RD-33MK가 탑재되어 있으며 초기 프로토타입에 사용된 RD-33K 엔진보다 비행시간은 두 배 증가한 반면, 비행에 따른 비용은 2.5배 감소했다. 분해검사 없이 작전에 참여할 수 있으며 비행 중 제어는 전기신호에 의해 이뤄진다. 3개의 계기판은 다양한 기능의 액정 디스플레이로 표시되며 조종사의 헬멧 마운티드 디스플레이로 표적을 조준할 수 있다.
MiG-29K는 빔펠 R-77/RVV-AE, 빔펠 R-73 공대공 미사일과 Kh-31A, Kh-35E 대함미사일, Kh-31P 대레이더 미사일로 무장하고 있으며 유도탄과 유도미사일 등 항공폭탄 또한 포함된다. 이 중 대함미사일인 Kh-31A를 탑재할 수 있는 함재기로는 미코얀의 MiG-29K와 MiG-29KUB가 유일하다. 경우에 따라 그랴제프-쉬브노프 GSh-30-1 기관포 등, 다양한 종류의 무기가 탑재될 수 있는데 이는 주문자의 요구조건에 따라 달라진다. 최대 2,000km를 비행할 수 있으며 연료탱크 탑재 시 3,000km도 비행 가능하다.

## 사용국가

### 현재 사용국가
| - 아르메니아 - 알제리 - 34대를 주문했으나 15대만 도입하게 되었다. - 아제르바이잔 - 방글라데시 - 14대의 MiG-29SE, 2대의 MiG-29UB 사용중 - 벨라루스 - 불가리아 - 쿠바 - 에리트레아 - 헝가리 - - 인도 - 12대의 MiG-29K와 복좌형 버전인 4대의 MiG-29KUB를 운용 중이다. - 이스라엘 - 미확인 국가에서 리스. 연구를 위해 운용 중 - 이란 - 카자흐스탄 - 말레이시아- 퇴역될 예정 - 몽골 - 레바논 - 미얀마 | - 조선민주주의인민공화국 - 40 사용중 - 페루 - 19 사용중 - 폴란드 - 36 사용중 - 러시아 - 세르비아 - 총 4대 보유(코소보전 이후 5대 생존, 18109번 기체 2009년 추락 조종사 사망, 1대는 미그29 UB,3대가 남았으나 그중 한대는 부품용으로 전환),2016년말 현재 러시아의 고장 상태인 미그29 6기를 수리비 부담 조건으로 타 무기류와 함께 미화 2000만 달러에 공여하기로 결정. - 스리랑카 - 5 사용중 - 슬로바키아 - 21 - 수단 - 12 사용중 - 시리아 - 투르크메니스탄 - 우크라이나 - 미국 - 연구를 위해 운용 중 - 대한민국 - 연구를 위해 운용 중 - 우즈베키스탄 - 예멘 - 키르기스스탄 - 사일로에 보관 중 |

### 과거 사용국가
- 소련
- 체코슬로바키아/ 체코 All sold to Poland
- 동독/ 독일 All sold to Poland
- 이라크
- 몰도바 - Not operational, in storage.
- 루마니아
- 유고슬라비아/ 유고슬라비아 연방 공화국

## 제원 (MiG-29)
정보의 출처: MiG specifications
일반 특성
- 승무원: 1
- 길이: 17.37 m (57 ft)
- 날개폭: 11.4 m (37 ft 3 in)
- 높이: 4.73 m (15 ft 6 in)
- 날개면적: 38 m² (409 ft²)
- 공허중량: 11,000 kg (24,250 lb)
- 탑재중량: 16,800 kg (37,000 lb)
- 최대이륙중량: 21,000 kg (46,300 lb)
- 엔진: 2× 클리모프 RD-33 애프터버닝 터보팬, 8,300 kgf (81.4 kN, 18,300 lbf) 각각

성능
- 최대속도: 마하 2.25 (2,400 km/h, 1,490 mph) At low altitude: 1,500 km/h, 930 mph
- 항속거리: 700 km (430 mi)
- 최대항속거리: 2,100 km (1,800 mi) with 1 drop tank
- 상승한도: 18,013 m (59,100 ft)
- 상승률: initial 330 m/s average 109 m/s 0-6000 m[30] (65,000 ft/min)
- 날개하중: 442 kg/m² (90.5 lb/ft²)
- 추력대중량비: 1.01

무장
- 1x 30 mm GSh-30-1 기관포 150발
- 최대무장량 3,500 kg (7,720 lb) : 6발의 공대공 미사일 — 세미 액티브 레이다 유도 (SARH), AA-8 "Aphid", AA-10 알라모, AA-11 아처, AA-12 애더, FAB 500-M62, FAB-1000, TN-100, ECM 포드, S-24, AS-12, AS-14.

항공전자장비
- Phazotron N019, N010 레이다

## 같이 보기
- 키이우의 유령
- 미코얀 MiG-29K
- 미코얀 MiG-29M
- 미코얀 MiG-35
- AIDC 경국호
- 다소 미라주 2000
- 제너럴 다이내믹스 F-16 파이팅 팰컨
- 맥도널 더글러스 F/A-18 호넷

## 참고 자료
- “MiG-29K Carrier-Based Multirole Fighter Aircraft”. 《NavalTechnology》 (영어). 2020년 9월 16일에 확인함.